# 結合エントロピー
結合エントロピー（けつごうエントロピー、英: joint entropy）とは、情報理論における情報量の一種。結合エントロピーは、2つの確率変数の結合した系でのエントロピーを表す。確率変数 {\displaystyle X} と {\displaystyle Y} があるとき、結合エントロピーは {\displaystyle H(X,Y)} と記される。他のエントロピーと同様、単位は対数の底によってビット (bit)、ナット (nat)、ディット (dit) が使われる。

## 背景
確率変数 {\displaystyle X} があるとき、そのエントロピー {\displaystyle H(X)} は {\displaystyle X} の値の不確かさを表す。{\displaystyle X} について、イベント {\displaystyle x} が発生する確率が {\displaystyle p_{x}} であるとき、{\displaystyle X} のエントロピーは次のようになる。
{\displaystyle H(X)=-\sum _{x}p_{x}\log _{2}(p_{x})\!}
もう1つの確率変数 {\displaystyle Y} では、イベント {\displaystyle y} が発生する確率が {\displaystyle p_{y}} であるとする。{\displaystyle Y} のエントロピーは {\displaystyle H(Y)} で表される。
ここで、{\displaystyle X} と {\displaystyle Y} が相互に関連したイベントを表しているとき、系全体のエントロピーは {\displaystyle H(X)+H(Y)} にはならない。例えば、1から8までの整数を1つ選ぶとし、それぞれの整数が選ばれる確率が同じとする。{\displaystyle X} は選んだ整数が奇数かどうかを表し、{\displaystyle Y} は選んだ整数が素数かどうかを表すとする。1から8の整数のうち半分は偶数であり、同じく半分は素数である。したがって {\displaystyle H(X)=H(Y)=1} となる。しかし、選んだ整数が偶数であるとわかっている場合、それが素数である場合は4つのうち1つしかない。つまり、2つの確率変数の分布は関連している。従って系全体のエントロピーは2ビットよりも小さくなる。

## 定義
ここで、考えられる結果の「対」 {\displaystyle (x,y)} を全て考慮する。
それぞれの対の発生確率を {\displaystyle p_{x,y}\quad } としたとき、結合エントロピーは次のようになる。
{\displaystyle H(X,Y)=-\sum _{x,y}p_{x,y}\log _{2}(p_{x,y})\!}
上記の例では、1を素数と見なしていない。従って、結合確率分布は次のようになる。
{\displaystyle P({\text{even}},{\text{prime}})=P({\text{odd}},{\text{not prime}})=1/8}
{\displaystyle P({\text{even}},{\text{not prime}})=P({\text{odd}},{\text{prime}})=3/8}
以上から、結合エントロピーは次のようになる。
{\displaystyle -2{\frac {1}{8}}\log _{2}(1/8)-2{\frac {3}{8}}\log _{2}(3/8)\approx 1.8~{\text{bits}}}

## 特性

### 部分エントロピーよりも大きい
結合エントロピーは、常に元の系のエントロピー以上となる。新たな系を追加しても不確かさが減ることはない。
{\displaystyle H(X,Y)\geq H(X)}
この不等式が等式になるのは、{\displaystyle Y} が {\displaystyle X} の（決定的）関数になっている場合だけである。
{\displaystyle Y} が {\displaystyle X} の（決定的）関数であるとき、以下も成り立つ。
{\displaystyle H(X)\geq H(Y)}

### 劣加法性
2つの系をまとめて考えたとき、それぞれの系のエントロピーの総和より大きなエントロピーには決してならない。これは劣加法性 (subadditivity) の一例である。
{\displaystyle H(X,Y)\leq H(X)+H(Y)}
この不等式が等式になるのは、{\displaystyle X} と {\displaystyle Y} に確率論的独立性がある場合だけである。

### 限界
他のエントロピーと同様、常に {\displaystyle H(X,Y)\geq 0} が成り立つ。

## 他のエントロピー尺度との関係
結合エントロピーは、次のように条件付きエントロピーの定義に使われる。
{\displaystyle H(X|Y)=H(X,Y)-H(Y)\,}
また、次のように相互情報量の定義にも使われる。
{\displaystyle I(X;Y)=H(X)+H(Y)-H(X,Y)\,}